# Eerste brief van Paulus aan de Korintiërs
Eerste brief van Paulus aan de Korintiërs (vaak kortweg 1 Korintiërs genoemd) is een boek in de Bijbel, in het Nieuwe Testament. Het is een brief van Paulus aan de gemeente te Korinthe, een havenstad in Griekenland. De brief is 16 hoofdstukken lang. Een onderwerp dat in deze brief uitgebreid aan de orde komt is de liefde. De brief werd geschreven in het Koinè-Grieks.

## Historische context
De brief werd geschreven in het voorjaar van 55 vanuit Efeze (16:8). Paulus had toen het plan opgevat Macedonië te bezoeken en dan naar Korinthe terug te keren.
De aanleiding voor de brief waren berichten over de gemeente in Korinthe die Paulus hadden bereikt. Mogelijk heeft Apollos hem hierover eerst op de hoogte gebracht (16:12). Andere bronnen van informatie waren een brief vanuit de gemeente (7:1 enzovoort), 'enige huisgenoten' van Chloë (1:11), en ten slotte Stefanus en zijn twee vrienden die hem bezochten (16:17). Paulus besloot daarom deze brief te schrijven met als doel de ruzies te bedaren, eerdere uitspraken toe te lichten, verkeerde meningen te corrigeren en misstanden uit de wereld te helpen.
Titus en een niet met name genoemde 'broeder', waren waarschijnlijk de koeriers van de brief (zie 2 Korintiërs 2:13; 8:6, 12-18).

## Inhoud
- Aanvang van de brief (1:1-9)
  - Begroeting (1:1-3)
  - Dank voor Gods genade (1:4-9)
- Verdeeldheid in de gemeente van Korinthe (1:10-4:21)
- Diverse onderwerpen naar aanleiding van problemen en misstanden (5:1-15:58)
  - Reinheid en heiligheid van de gemeente (5:1-7:40)
    - Een geval van ontucht, het inschakelen van wereldse rechters en prostitutiebezoek keurt Paulus streng af (5:1-6:20)
    - Richtlijnen voor gehuwden en ongehuwden (7:1-40)

  - Het probleem van het eten van vlees dat aan afgoden was gewijd (8:1-11:1): dat mag, maar niet als het een struikelblok voor anderen is
  - Misstanden bij de samenkomst van de gemeente (11:2-14:40)
    - Vrouwen moeten hoofdbedekking hebben bij bidden en profeteren, mannen juist niet (11:2-16)
    - De Maaltijd van de Heer moet waardig plaatsvinden zonder dat de ene groep zich vol eet en de andere niets heeft (11:17-34)
    - De geestesgaven in de gemeente (12:1-14:40)
      - Iedereen heeft verschillende gaven van de Geest gekregen en die zijn allemaal nodig (12:1-31)
      - De liefde als de grootste gave, hooglied van de liefde (13:1-13)
      - Klanktaal of tongentaal is minder nuttig dan profetie; alles moet geordend gebeuren (14:1-40)

  - Verdediging van het geloof in de opstanding uit de dood, dat door sommigen in Korinthe niet nodig werd gevonden (15:1-58)
- Slot van de brief (16:1-24)
  - Reisplannen en aanbevelingen (16:1-18)
  - Groeten (16:19-24)

## 1 Korintiërs 14:34
Over de vraag of de passage 1 Korintiërs 14:34, over het verbod voor vrouwen om in de gemeente het woord te voeren, echt door Paulus is geschreven, wordt verschillend gedacht. Hoewel deze zinnen in alle handschriften staan, passen ze niet helemaal in de lijn van het betoog en lijken ze in strijd met Paulus' eerdere woorden over vrouwen die in de samenkomsten bidden en profeteren (11:2-16). Sommige nieuwtestamentici menen dat er onvoldoende grond is om deze passage als een latere invoeging te zien, maar andere achten het waarschijnlijk dat zij later is toegevoegd. Mogelijk zijn ze in de brief terecht gekomen door toedoen van degene die een deel van de brieven op naam van Paulus rond het jaar 100 heeft verzameld.
1 Timoteüs 2:10-15 bevat instructies dat vrouwen bescheiden moeten zijn in hun daden en kleding. Ze mogen geen onderwijs geven. 1 Timoteüs is een pseudepigraaf en werd dus in naam van Paulus geschreven, maar niet door hemzelf.